# Szabó Imre (politikus, 1877–1928)
Szabó Imre (Szeghalom, 1877. március 6. – Budapest, 1928. február 1.) tárca nélküli munkaügyi és népjóléti miniszter, szociáldemokrata politikus.

## Élete
Földműves családból származott. Asztalossegédként többször külföldön dolgozott, 1916-tól pedig a Magyarországi Famunkások Szövetségének titkára volt. A Magyarországi Tanácsköztársaság alatt a mérsékeltebb vonalat helyeslő szakszervezeti vezetők közé tartozott, s a Szövetséges Központi Intéző Bizottság tagja volt. A Peidl-kormányban tárca nélküli munkaügyi és népjóléti miniszter volt. 1919-ben a Magyarországi Szociáldemokrata Párt vezetőségi tagja lett, majd a következő év januárjától a Népszava kiadójaként, 1927-től felelős szerkesztőjeként dolgozott. 1922-től egészen haláláig szociáldemokrata programmal képviselő volt. A Munkás Testedző Egyesület elnöke, illetve a nagy-szénási turistaház felépítésének kezdeményezője volt.